# ISATAP
ISATAP（英：Intra-Site Automatic Tunnel Addressing Protocol）は、コンピュータネットワークにおけるIPv6移行技術の一つ。IPv4 のみの環境下で、IPv6 接続を可能にするための自動トンネル技術の一種である。RFC 4214 で定義される。
ISATAP は IPv6 をトンネリングする ISATAPルーターが IPv4, IPv6 両者から到達可能な場所にあればどこに設置してもよく、プライベートアドレスしか持っていない IPv4 ノードに対しても IPv6 接続性を提供できることが 'Intra-Site ...' と呼ばれる所以である。

## ISATAPアドレスの生成
ISATAP アドレスのプレフィックス部は、利用する ISATAP ルータの割り当てたプリフィックスを利用する。
インタフェースID部は、ISATAP ノードの IPv4 を埋め込んで生成する。これによって、ISATAP ルータは個々の ISATAP ノードの状態を管理しなくても、埋め込まれた IPv4 アドレスから転送先を知ることが可能になる。
実際のインタフェースID部の生成方法は、IANA の持つ OUI (00-00-5E) 24bitと0xfeの8bit、そのノードの IPv4 アドレス 32bit（以下の図で'm'で表される）を用いて、EUI-64で符号化される。これを図示すると以下のようになる。
```
  |0              1|1              3|3                              6|
  |0              5|6              1|2                              3|
  +----------------+----------------+--------------------------------+
  |000000ug00000000|0101111011111110|mmmmmmmmmmmmmmmmmmmmmmmmmmmmmmmm|
  +----------------+----------------+--------------------------------+
```